# Muraltia rigida
Muraltia rigida är en jungfrulinsväxtart som beskrevs av Ernst Meyer. Muraltia rigida ingår i släktet Muraltia och familjen jungfrulinsväxter. Inga underarter finns listade i Catalogue of Life.